# Groupement football de l'Albanais 74
El Groupement football de l'Albanais 74, conocido como GFA Rumilly, es un equipo de fútbol de la región histórica de Saboya en Francia. Juega en el Championnat National 2, la cuarta división de fútbol del país.

## Historia
Fue fundado en el año 1932 en la ciudad de Rumilly del departamento de Haute-Savoie con el nombre CS Rumillien con el fin de darle a la ciudad otro equipo de fútbol además del FC Rumilly fundado tres años antes.
En 1942 pasa a llamarse FCS Rumilly y con ello iniciaron a competir en divisiones menores a nivel nacional, aunque deportivamente vagaron por las divisiones regionales durante los años 1940 y años 1950.
En 1989 logra el ascenso al Campeonato de Francia de División 4, la desaparecida cuarta división nacional, donde estuvieron por cuatro temporadas, quedando cerca del ascenso a la tercera división en 1991, pero desciende en 1992 al Championnat de France Amateur 2, donde permaneció hasta su descenso en 2001, iniciando una serie de descensos que lo mandaron a la octava división en 2010.
En 2018 se fusiona con el FC Vailliers como equipo del Championnat National 3, y al año siguiente logra el ascenso al Championnat National 2 por primera vez.
En la temporada 2020-21 el GFA Rumilly alcanzó de forma histórica las semifinales de la Copa de Francia, eliminando en cuartos de final al Toulouse FC por un marcador de 2 a 0, y luego siendo eliminado por el AS Mónaco F.C. en esas semifinales.

## Palmarés
- Championnat National 3: 1

2019/20
- División de Honor: 1

1988/89